# Sobral de Monte Agraço

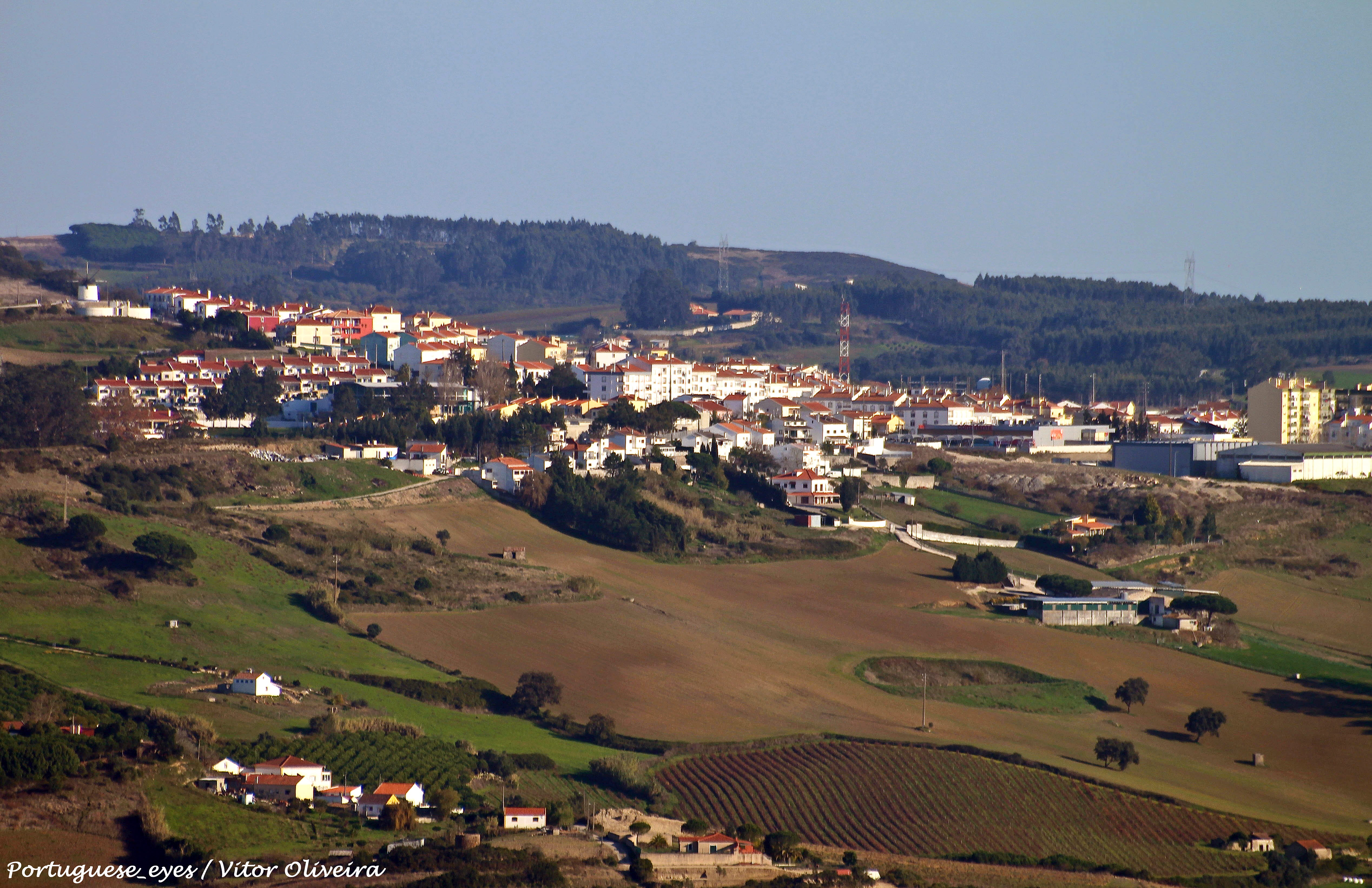
Sobral de Monte Agraço

Sobral de Monte Agraço is een plaats en gemeente in het Portugese district Lissabon.
De gemeente heeft een totale oppervlakte van 52 km² en telde 8927 inwoners in 2001.

## Freguesias
De gemeente Sobral de Monte Agraço bestaat uit de volgende freguesias:
- Santo Quintino
- Sapataria
- Sobral de Monte Agraço